# Oberflächenbehandlung (Straßenbau)
Die Oberflächenbehandlung (kurz OB) ist eine Maßnahme zur Instandsetzung von Straßen. Dabei wird auf die Oberfläche einer bestehenden Straße eine neue, sehr dünne, Schicht aufgebracht. Dieses Verfahren eignet sich auch für den Zwischenausbau von Straßen.
Sie ist gekennzeichnet durch das Anspritzen einer Unterlage mit einem Bindemittel und dem anschließenden Abstreuen mit einer Gesteinskörnung. Dieses Aufbringen kann mehrfach erfolgen.
Zum Anspritzen werden meist bitumenhaltige Bindemittel verwendet; auch Epoxidharze kommen zur Anwendung.
Zum Abstreuen wird in Deutschland gebrochener Naturstein verwendet, dieser kann vorbituminiert und/oder erhitzt sein.

## Verfahren
| 1. Schritt | Vorreinigung                 | Die Unterlage wird gereinigt, um einen einwandfreien Kontakt zwischen Bindemittel und Unterlage zu gewährleisten. |  |
| 2. Schritt | Aufbringung des Bindemittels | Das Bindemittel wird auf die Unterlage mittels Rampenspritzgeräten aus geringer Höhe aufgespritzt. Diese Geräte sollen eine dosierbare Bindemittelquerverteilung aufweisen.                                                  |  |
| 3. Schritt | Absplitten                   | Auf die Oberfläche wird Edelsplitt aufgebracht. Dies erfolgt mit wege- oder geschwindigkeitsabhängig gesteuerten Breitsplittstreuern, die eine äußerst geringe Fallhöhe aufweisen.                                           |  |
| 4. Schritt | Abwalzen                     | Die aufgebrachte Gesteinskörnung wird i. d. R. von Gummiradwalzen eingewalzt, so dass das einzelne Gesteinskorn sich legt, in die Unterlage eindrückt und somit das Haftvermögen zwischen Einzelkorn und Bindemittel erhöht. |  |

## Arten von Oberflächenbehandlungen
Regelbauweisen:
- Oberflächenbehandlung mit einfacher Abstreuung

Die Oberflächenbehandlung mit einfacher Abstreuung (Alternativ: einfache Oberflächenbehandlung) ist die einfachste Oberflächenbehandlung. Sie besteht aus einer Lage Bindemittel und Gesteinskörnung mit geschlossener Oberfläche.
- Oberflächenbehandlung mit doppelter Abstreuung

Die Oberflächenbehandlung mit doppelter Abstreuung (Alternativ: einfache Oberflächenbehandlung mit doppelter Abstreuung) besteht aus einer Lage Bindemittel und zwei Lagen Gesteinskörnung. Die erste Lage wird mit einer groben Gesteinskörnung offen abgestreut; d. h., die Oberfläche ist nicht geschlossen. Die zweite Lage wird mit einer feineren Gesteinskörnung abgestreut. Die Oberfläche ist jetzt geschlossen.
- Doppelte Oberflächenbehandlung

Eine doppelte Oberflächenbehandlung besteht aus zwei nacheinander aufgebrachten Lagen einer Oberflächenbehandlung mit einfacher Abstreuung, wobei die erste Abstreuung eine gröbere Gesteinskörnung aufweist als die zweite.
Sonderbauweisen:
- umgekehrt doppelte Oberflächenbehandlung

Sie entspricht einer doppelten Oberflächenbehandlung, jedoch besteht die erste Lage aus einer feinen Gesteinskörnung. Sie findet ihre Anwendung bei einer harten Unterlage, z. B. bei Betonstraßen.
- Sandwich-Oberflächenbehandlung
- Tränkdecke
- Spannungsabbauende Zwischenschicht (Stress Absorbing Membrane Interlayer) [SAMI]

## Anwendung
Bei folgenden Straßenzuständen kommen u. a. Oberflächenbehandlungen zur Anwendung:
Mangel der Oberflächenstruktur
- durch raue bzw. poröse Oberfläche
- Kornausbrüche

Abrieb
- Materialverlust an der Oberfläche

Verminderte Griffigkeit
- durch Bindemittel- bzw. Mörtelanreicherungen an der Oberfläche
- polierte Splittkörner

Des Weiteren soll sie Netzrisse überbrücken, d. h. Häufungen von richtungslosen Einzelrissen, bzw. netzartigem Rissbild.
In ihrer Wirkungsweise zeigen Oberflächenbehandlungen diverse Vorteile gegenüber anderen Sanierungsmaßnahmen. Bei Verwendung hochkohäsiver Bindemittel mit ausgeprägter Elastizität und einem guten Verhalten bei Kälte erfolgt eine genügende Abdichtung der Unterlage.
Durch ihre grobe Struktur mit Mikro- und Makrorauheit gibt die Oberflächenbehandlung der Straße eine gute Griffigkeit und gleichzeitig bei ausreichender Querneigung einen guten Abfluss des Oberflächenwassers ohne Aquaplaninggefahr.
Im Weiteren wird die Verkehrssicherheit durch eine minimierte Blendwirkung erhöht, da das von entgegenkommenden Fahrzeugen ausgestrahlte Licht zurückgestrahlt und gebrochen wird. Die Fahrzeugführer haben durch das zurückgestrahlte Licht den optischen Eindruck einer helleren Straße.
Auch zur Beseitigung von Unfallschwerpunkten bei winterlichem Verkehr ist eine Oberflächenbehandlung geeignet, da sich in ihr gelöste Streusalze länger halten, ohne ausgefahren zu werden. Die vorhandene „Rautiefe“ behindert außerdem eine ausgeprägte Glatteisbildung. Eisregen ist hiervon ausgenommen.
Nicht geeignet ist eine Oberflächenbehandlung zur Behebung von Mängeln an der Tragfähigkeit der Straße, bzw. als alleinige Maßnahme für Mängel an der Ebenheit.

## Dimensionierung
Bei der Dimensionierung von Oberflächenbehandlungen sind die vor Ort wirkenden Kräfte durch den rollenden Verkehr zu berücksichtigen.
Durch Vertikalkräfte werden die Splittkörner in die Unterlage eingedrückt und stehende Körner gelegt. Die Kornumlagerung ist nach kurzer Einfahrzeit der Oberflächenbehandlung beendet, während sich die Eindrückung über einen längeren Zeitraum bemerkbar macht. Je länger die horizontale Einwirkung andauert, desto größer ist das Eindringungsmaß. Abhängig ist dies ausschließlich von der Härte und der Temperatur der Unterlage. Das Eindringmaß ist wichtig für die Wahl der Bindemittelmenge, damit ein Durchschwitzen der Oberflächenbehandlung verhindert wird.
Aus dieser Feststellung resultiert, dass die Bindemittelmenge über den Straßenquerschnitt unterschiedlich dimensioniert werden muss, da es sonst in den Fahrspuren zum Bindemittelaustritt an der Oberfläche kommt. Des Weiteren wird durch eine überwiegend vertikale Beanspruchung ein Loslösen der Körner behindert. Die Randbereiche der Straße sind jedoch im Allgemeinen weniger stark durch den rollenden Verkehr belastet, so dass folglich diese Bereiche einen dickeren Bindemittelfilm benötigen.
Bei horizontalen Kräften, die vorwiegend in Beschleunigungs- und Bremsbereichen auftreten, können die Gesteinskörner aus ihrer Einbettung gelöst werden, wenn die „Haftkraft“ überschritten wird. Die einzige Möglichkeit, diesen Prozess hinauszuzögern, besteht in der Wahl eines Bindemittels mit großen adhäsiven und kohäsiven Kräften und eines grobkörnigen Splittes mit großer benetzbaren Oberfläche.

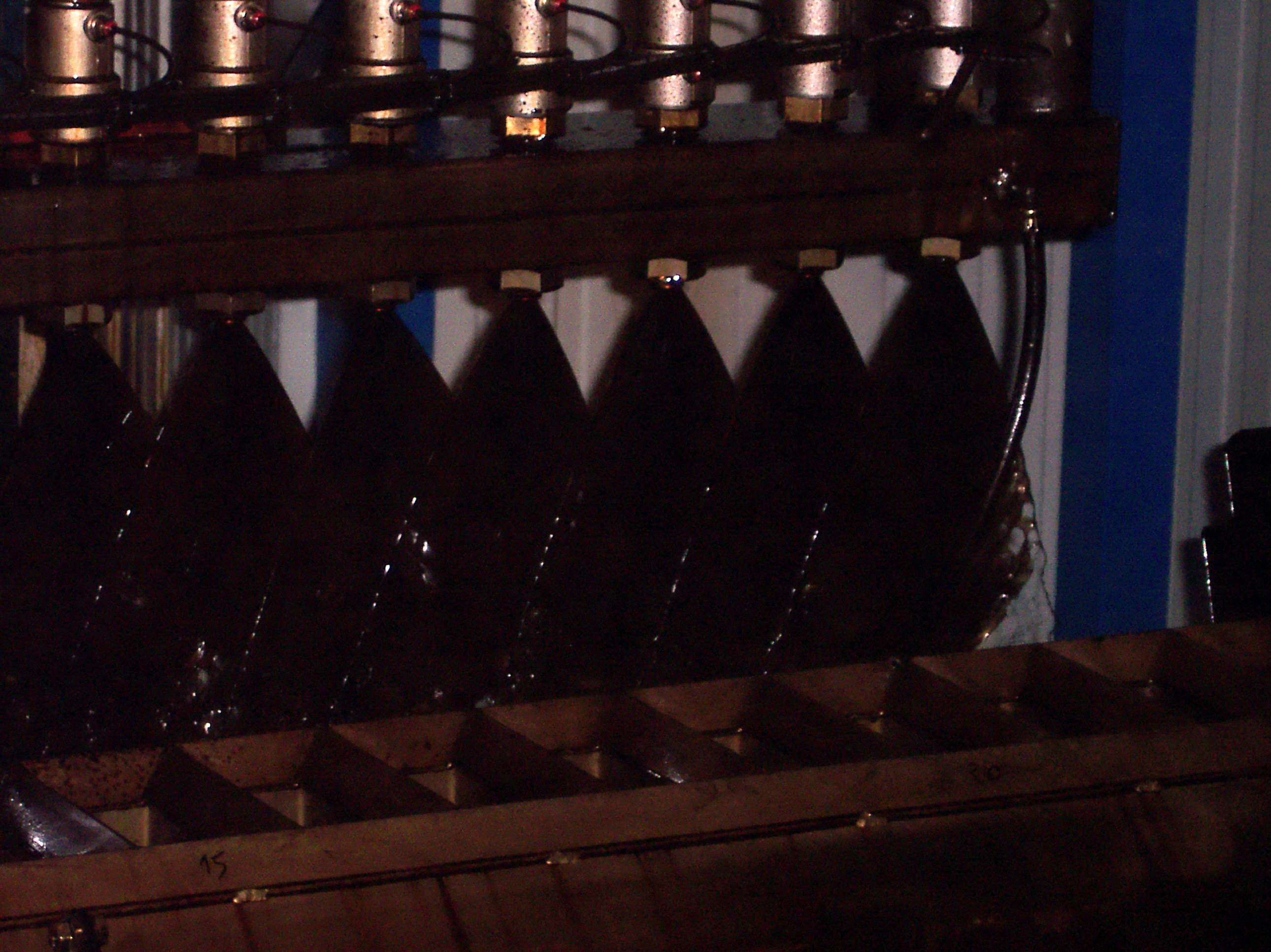
Spritzbalken auf dem Prüfstand

Bei der Wahl des Bindemittel ist nach Möglichkeit eines mit mittlerer bis hoher Viskosität zu wählen, damit eine gute Benetzbarkeit des Splittes gegeben und damit eine haltbare Verbindung sichergestellt ist.
Die Bemessung der benötigten Bindemittelmenge ist für die Regelbauweisen in der ZTV BEA-StB empfohlen. Die Dimensionierung erfolgt aufgrund fehlender eindeutiger Verfahren empirisch.
Die Bindemittelmenge wird im Wesentlichen von folgenden Faktoren beeinflusst:
- Beschaffenheit der Oberfläche
- Verkehrsbelastung und Verkehrsdichte
- Klimatische Bedingungen

Um die Genauigkeit (± 50 g/m²) des Bindemittelauftrages zu erreichen, müssen die Maschinen kalibriert sein.